# Edward Spencer
Edward Adams Spencer (Salford, 5 novembre 1881 – Isleworth, 6 maggio 1965) è stato un marciatore britannico, vincitore della medaglia di bronzo alle Olimpiadi di Londra 1908, nella specialità delle 10 miglia di marcia.